# Александру-Іоан-Куза (комуна)
Александру-Іоан-Куза, Александру І. Куза (рум. Alexandru Ioan Cuza) — комуна у повіті Ясси в Румунії. До складу комуни входять такі села (дані про населення за 2002 рік):
- Александру-Іоан-Куза (750 осіб)
- Волінтірешть (448 осіб)
- Когелнічень (431 особа)
- Шкея (1319 осіб)

Комуна розташована на відстані 305 км на північ від Бухареста, 55 км на захід від Ясс.

## Населення
За даними перепису населення 2002 року у комуні проживали 2948 осіб, усі — румуни. Усі жителі комуни рідною мовою назвали румунську.
Склад населення комуни за віросповіданням:
| Релігія       | Кількість осіб | Відсоток |
| ------------- | -------------- | -------- |
| православні   | 1811           | 61,4%    |
| римо-католики | 1117           | 37,9%    |
| бретрени      | 19             | 0,6%     |
| адвентисти    | 1              | < 0,1%   |